# Казенно-Громадська сільська рада
Казенно-Громадська сільська рада (раніше — Старо-Любарська сільська рада) — колишня адміністративно-територіальна одиниця та орган місцевого самоврядування у Любарському районі Житомирської і Бердичівської округ, Вінницької та Житомирської областей Української РСР з адміністративним центром у селі Казенна Громада.

## Населені пункти
Сільській раді на час ліквідації були підпорядковані населені пункти:
- с. Казенна Громада;
- х. Данців;
- х. Кватича;
- х. Марків;
- х. Цілиново.

## Населення
Кількість населення ради, станом на 1923 рік, становила 1 305 осіб, кількість дворів — 310.
Відповідно до перепису населення СРСР, станом на 17 грудня 1926 року, чисельність населення ради становила 1 179 осіб, з них, за статтю: чоловіків — 514, жінок — 665; етнічний склад: українців — 971, росіян — 71, євреїв — 83, поляків — 36, інші — 18. Кількість господарств — 183.

## Історія та адміністративний устрій
Створена 1923 року, з назвою Старо-Любарська сільська рада (Казенна громада), в складі частини містечка Любар Казенна Громада, хуторів Кватича, Колочків-Товстих, Мегрин, Цілиново (Цілинова Видра) та фільварку Альфредів Любарської волості Полонського повіту Волинської губернії. 7 березня 1923 року увійшла до складу новоствореного Любарського району Житомирської округи. 26 червня 1926 року, відповідно до рішення Бердичівської ОАТК (протокол № 3/6 «Про складання твердої сітки сільрад»), затверджена як Казенно-Громадська сільська рада. У 1941 році до складу ради включено хутори Данців та Марків Старолюбарської сільської ради Любарського району. Станом на 1 жовтня 1941 року хутори Альфредів, Колочків, Мегрин не значаться на обліку населених пунктів.
Станом на 1 вересня 1946 року сільська рада входила до складу Любарського району Житомирської області, на обліку в раді перебували с. Казенна Громада та хутори Данців і Цілинова Видра.
Ліквідована 11 серпня 1954 року, відповідно до указу Президії Верховної ради Української РСР «Про укрупнення сільських рад по Житомирській області», територію та населені пункти включено до складу Старолюбарської сільської ради Любарського району Житомирської області. На час об'єднання х. Цілиново не значився на обліку населених пунктів.